# Халифакс (Пенсилванија)
Халифакс (енгл. Halifax) град је у америчкој савезној држави Пенсилванија.

## Демографија
По попису из 2010. године број становника је 841, што је 34 (-3,9%) становника мање него 2000. године.
| Група             | 2000.       | 2010.       |
| Белци             | 850 (97,1%) | 789 (93,8%) |
| Афроамериканци    | 0 (0,0%)    | 11 (1,3%)   |
| Азијати           | 4 (0,5%)    | 2 (0,2%)    |
| Хиспаноамериканци | 12 (1,4%)   | 17 (2,0%)   |
| Укупно            | 875         | 841         |